# Barril beta

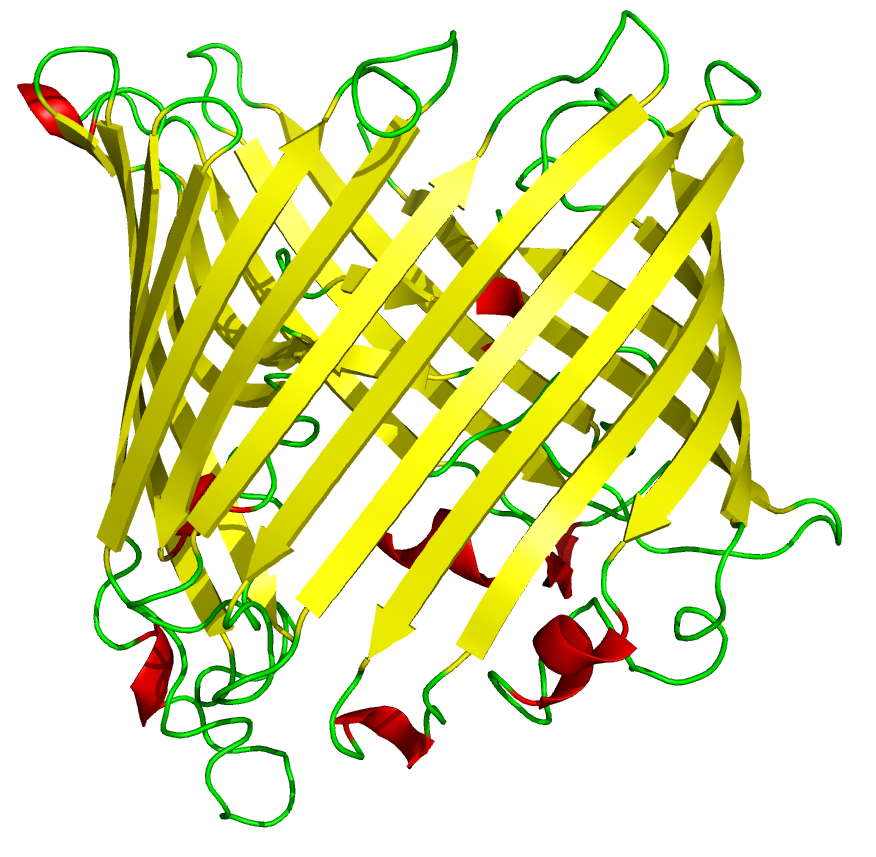
Barril beta de la porina específica para sucrosa de la bacteria Salmonella typhimurium, vista de lado. Las porinas son proteínas transmembrana con centros huecos a través de los cuales pueden difundir moléculas pequeñas.

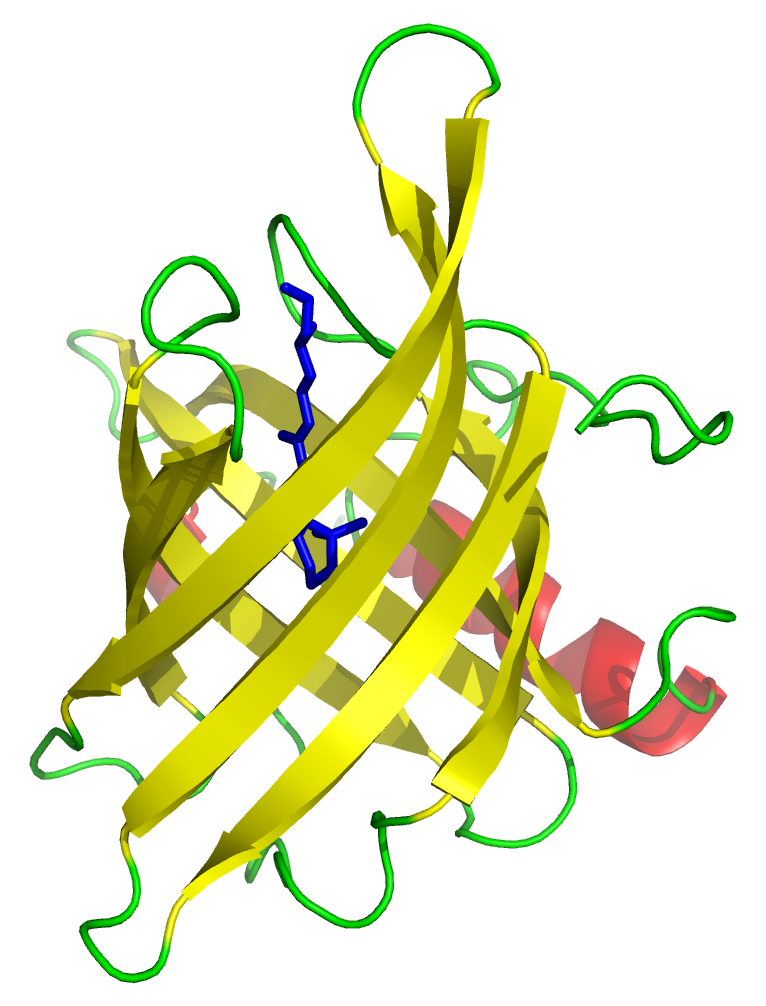
La proteína de unión a retinol humana es una lipocalina con un barril formado por ocho láminas beta de unión a retinol (vitamina A).

Un barril beta es una estructura de proteínas formada por una serie de láminas beta  que se tuercen y enrollan para formar una estructura cerrada en donde la primera cadena de láminas beta se une a la última a través de enlaces por puente de hidrógeno. Estas láminas beta generalmente forman arreglos antiparalelos. Las estructuras de barril se encuentran comúnmente en porinas y otras proteínas que se atraviesan membranas celulares y proteínas que se unen a ligandos hidrofóbicos en el centro del barril, como en las lipocalinas. Las estructuras de barril tipo porinas son hasta el 2-3% de los genes de una bacteria Gram negativas.
En muchos casos, la alternancia de cadenas contienen residuos aminoacídicos polares e hidrofóbicos, de modo que los residuos hidrofóbicos están orientados hacia el interior del barril para formar un núcleo hidrofóbico y los residuos polares están orientados hacia el exterior del barril sobre la superficie expuesta a solvente. Las porinas y otras proteínas de membrana que contienen barriles beta pueden revertir este patrón, con residuos hidrófobos orientados hacia el exterior, donde están en contacto con lípidos, y los residuos hidrófilos orientados hacia el interior del poro. 
Todos los barriles-beta se pueden clasificar en función de dos parámetros: el número de cadenas en la lámina beta, n, y el "número de cizalla", S, una medida de la forma escalonada de los capítulos de la lámina beta. Estos dos parámetros (n y S) se relacionan con el ángulo de inclinación de las cadenas de láminas beta en relación con el eje del barril.

## Tipos de barriles beta
La gran mayoría de los barriles beta posee una de las siguientes topologías:

### Sándwich
Los barriles beta tipo sándwich son los de topologías más simple y consisten en una serie de láminas beta, cada una de las cuales posee enlaces de hidrógenos a la lámina inmediatamenta anterior y posterior en la secuencia primaria.

### Greca
Aquellos con topología de tipo greca están conformados por láminas beta adyacentes en el espacio pero no en secuencia. Estos barriles beta generalmente consisten en al menos un motivo estructural en greca unido a una horquilla beta, o dos grecas sucesivas.

### Remolino
El barril tipo remolino (jelly-roll en inglés) es una estructura compleja no local en donde cuatro pares de láminas beta antiparalelas y una sola de ellas adyacente en secuencia, están "envueltos" tridimensionalmente para adoptar la forma de un barril.